# Parrocchie della diocesi di Senigallia

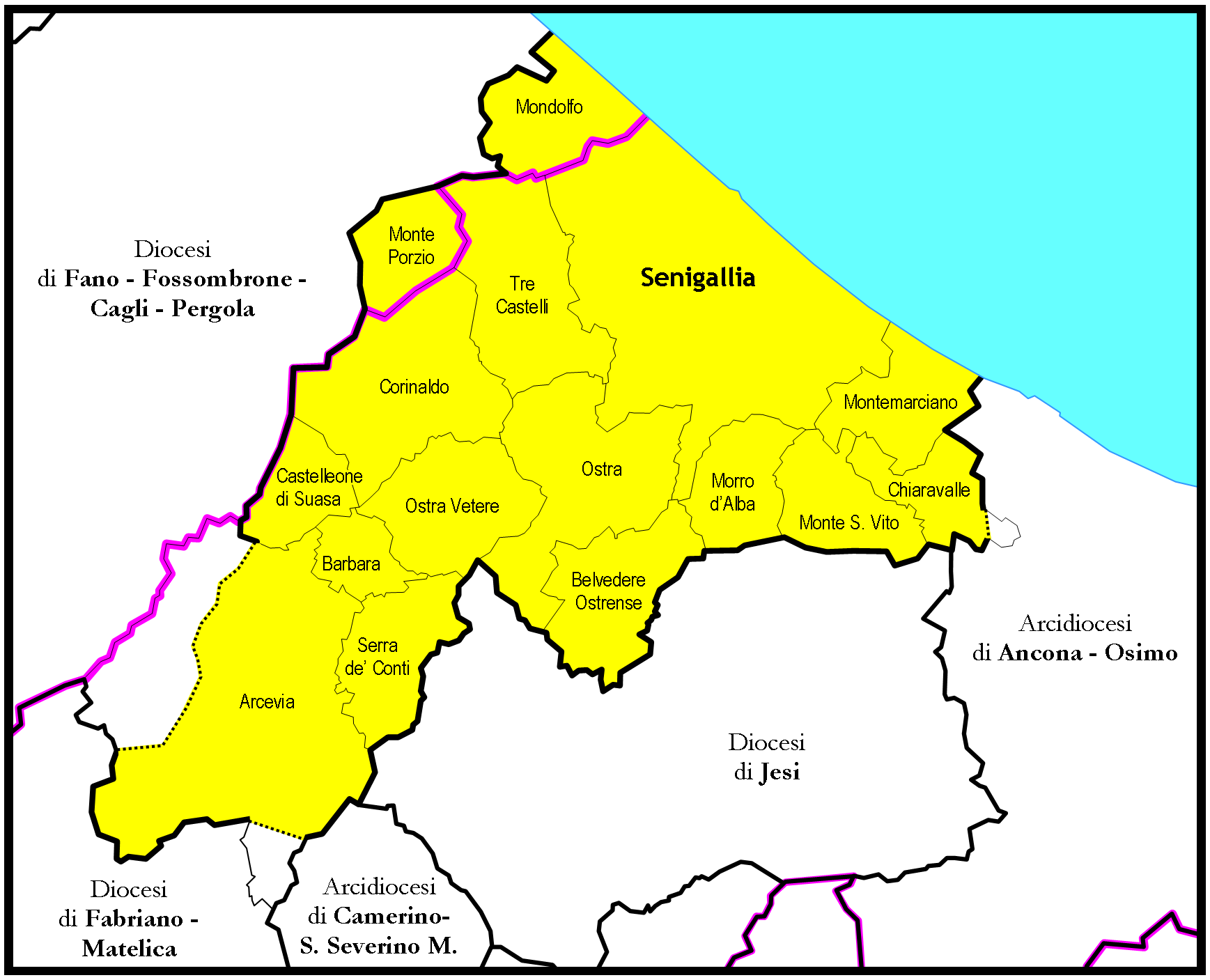
Il territorio della diocesi

Le parrocchie della diocesi di Senigallia sono 57.

## Vicarie
La diocesi è organizzata in 4 vicarie.

### Vicaria di Senigallia
| Parrocchia                     | Patrono                                | Comune     | Frazione/Quartiere | Web |
| ------------------------------ | -------------------------------------- | ---------- | ------------------ | --- |
| San Pietro (Cattedrale)        | San Pietro Apostolo                    | Senigallia | centro             |     |
| Cristo Redentore               | Cristo Redentore                       | Senigallia | centro-sud         |     |
| Santa Maria del Ponte al Porto | Santa Maria del Ponte al Porto         | Senigallia | centro             |     |
| Santa Maria della Pace         | Santa Maria della Pace                 | Senigallia | centro-nord        |     |
| San Martino                    | San Martino Vescovo                    | Senigallia | centro             |     |
| Santa Maria delle Grazie       | Santa Maria delle Grazie               | Senigallia | centro             |     |
| Santa Maria Goretti            | Santa Maria Goretti                    | Senigallia | centro-sud         |     |
| Cesanella                      | San Giuseppe Lavoratore                | Senigallia | Cesanella          |     |
| Cesano                         | Beata Vergine Maria del Buon Consiglio | Senigallia | Cesano             |     |
| Ciarnin                        | San Pio X                              | Senigallia | Ciarnin            |     |
| Filetto                        | Santa Maria                            | Senigallia | Filetto            |     |
| Marzocca                       | Sant'Antonio di Padova                 | Senigallia | Marzocca           |     |
| Montignano                     | San Giovanni Battista                  | Senigallia | Montignano         |     |
| Portone                        | Santa Maria della Neve                 | Senigallia | Portone            |     |
| Roncitelli                     | San Giovanni Battista                  | Senigallia | Roncitelli         |     |
| San Silvestro                  | San Silvestro                          | Senigallia | San Silvestro      |     |
| Sant'Angelo                    | San Michele Arcangelo                  | Senigallia | Sant'Angelo        |     |
| Scapezzano                     | San Giovanni Battista                  | Senigallia | Scapezzano         |     |
| Vallone                        | Santa Maria Assunta                    | Senigallia | Vallone            |     |

### Vicaria di Ostra-Arcevia
| Parrocchia                    | Patrono                                       | Comune             | Frazione/Quartiere               | Web |
| ----------------------------- | --------------------------------------------- | ------------------ | -------------------------------- | --- |
| Arcevia - collegiata          | San Medardo                                   | Arcevia            | centro                           |     |
| Arcevia - San Giovanni        | San Giovanni Battista                         | Arcevia            | centro                           |     |
| Barbara                       | Santa Maria Assunta                           | Barbara            | centro                           |     |
| Belvedere Ostrense            | San Pietro Apostolo                           | Belvedere Ostrense | centro                           |     |
| Casine                        | San Giovanni Battista                         | Ostra              | Casine                           |     |
| Castiglioni                   | Sani Maria della Piana e Michele Arcangelo    | Arcevia            | centro                           |     |
| Costa d'Arcevia               | Santi Maria Immacolata e Stefano Protomartire | Arcevia            | Costa                            |     |
| Magnadorsa                    | Santi Michele Arcangelo, Primo e Feliciano    | Arcevia            | Magnadorsa                       |     |
| Montale-Piticchio-San Ginesio | San Silvestro I Papa                          | Arcevia            | Montale, Piticchio e San Ginesio |     |
| Morro d'Alba                  | Santi Gaudenzio e Benedetto                   | Morro d'Alba       | centro                           |     |
| Ostra - Collegiata            | Santa Croce                                   | Ostra              | centro                           |     |
| Ostra - Santi Lucia e Pietro  | Santi Lucia e Pietro Apostolo                 | Ostra              | centro                           |     |
| Ostra Vetere                  | Santi Maria e Severo                          | Ostra Vetere       | centro                           |     |
| Pianello                      | San Gregorio Magno                            | Ostra              | Pianello                         |     |
| Pongelli                      | Santa Maria della Fiducia                     | Ostra Vetere       | centro                           |     |
| Serra de' Conti               | Santa Maria                                   | Serra de' Conti    | centro                           |     |

### Vicaria di Mondolfo-Corinaldo
| Parrocchia           | Patrono                                                             | Comune               | Frazione/Quartiere   | Web |
| -------------------- | ------------------------------------------------------------------- | -------------------- | -------------------- | --- |
| Mondolfo             | Santa Giustina                                                      | Mondolfo             | centro               |     |
| Brugnetto            | San Michele Arcangelo                                               | Trecastelli          | Brugnetto            |     |
| Castel Colonna       | San Mauro abate                                                     | Trecastelli          | Castel Colonna       |     |
| Castelleone di Suasa | San Pietro da Verona (patrono), San Francesco da Paola (compatrono) | Castelleone di Suasa | centro               |     |
| Castelvecchio        | Sant'Antonio di Padova                                              | Monte Porzio         | Castelvecchio        |     |
| Corinaldo            | San Pietro Apostolo                                                 | Corinaldo            | centro               |     |
| Marotta              | San Giuseppe                                                        | Mondolfo             | Marotta              |     |
| Monte Porzio         | San Michele Arcangelo                                               | Monte Porzio         | centro               |     |
| Monterado            | San Giacomo il Maggiore Apostolo                                    | Trecastelli          | Monterado            |     |
| Passo Ripe           | Santa Maria del Rosario                                             | Trecastelli          | Ripe                 |     |
| Ponte Rio            | Santa Maria del Rosario                                             | Trecastelli          | Ponterio             |     |
| Ripe                 | San Pellegrino d'Auxerre                                            | Trecastelli          | Ripe de' Trecastelli |     |

### Vicaria di Chiaravalle
| Parrocchia     | Patrono                                    | Comune         | Frazione/Quartiere | Web |
| -------------- | ------------------------------------------ | -------------- | ------------------ | --- |
| Chiaravalle    | Santa Maria in Castagnola                  | Chiaravalle    | centro             |     |
| Borghetto      | Cuore Immacolato di Maria                  | Monte San Vito | Borghetto          |     |
| Cassiano       | San Cassiano                               | Montemarciano  | Cassiano           |     |
| Marina         | Beata Vergine Maria della Neve e San Rocco | Montemarciano  | Marina             |     |
| Montemarciano  | San Pietro Apostolo                        | Montemarciano  | centro             |     |
| Monte San Vito | San Pietro Apostolo                        | Monte San Vito | centro             |     |